# Sułów Mały (osada)
Sułów Mały – osada w Polsce położona w województwie wielkopolskim, w powiecie rawickim, w gminie Bojanowo.
W latach 1975–1998 miejscowość administracyjnie należała do województwa leszczyńskiego.